# Rick DiPietro
Rick DiPietro (* 19. září 1981 ve Winthrop, Massachusetts) je bývalý americký hokejový brankář, který nastupoval naposledy v American Hockey League za Charlotte Checkers.

## Hráčská kariéra
Draftován byl při vstupním draftu NHL roku 2000 klubem New York Islanders, kam přešel z týmu Boston University. DiPietro byl čtvrtým Američanem, který obsadil nejvyšší draftovou pozici při vstupním draftu. V sezóně 2000-2001 odchytal 20 zápasů, z nichž pouze tři byly vítězné. Poté byl dodatečně poslán do IHL klubu Chicago Wolves a AHL klubu Bridgeport Sound Tigers. Zpět byl povolán v sezóně 2002-2003 a začalo se mu více dařit. Na ZOH 2006 v Turíně byl číslem jedna Americké hokejové reprezentace a odehrál zde 4 ze 6 utkání. 12. září 2006 podepsal patnáctiletou smlouvu s New Yorkem Islanders, což je historicky nejdelší oficiální kontrakt v NHL. V roce 2007 DiPietra postihlo mnoho zranění. 19. listopadu 2007 vychytal své sté vítězství, když jeho tým porazil New York Rangers 2:1. Roku 2008 se objevil ve své první NHL All-Star Game. Potom ho pronásledovala samá zranění, kvůli kterým až na pár zápasů vůbec nehrál, a 8. ledna 2010 se vrátil do svého prvního zápasu po zraněních, ale jeho tým prohrál s Dallas Stars 4:3.

## Ocenění a úspěchy
- 2000 Hockey East - 2. All-Star tým
- 2000 Hockey East - Nováček roku
- 2000 MSJ - All-Star Tým
- 2000 MSJ - Nejlepší brankář
- 2008 NHL - All-Star Game

## Prvenství
- Debut v NHL - 27. ledna 2001 (New York Islanders proti Buffalo Sabres)
- První inkasovaný gól v NHL - 27. ledna 2001 (New York Islanders proti Buffalo Sabres, kanadským útočníkem Dave Andreychuk)
- První čisté konto v NHL - 11. října 2003 (Buffalo Sabres proti New York Islanders)

## Statistiky

### Základní části
| Sezona       | Tým                            | Liga         | Z   | V   | P   | R/Pvp | MIN    | OG  | ČK | POG  | %ChS |
| ------------ | ------------------------------ | ------------ | --- | --- | --- | ----- | ------ | --- | -- | ---- | ---- |
| 1997–98      | U.S. National Development Team | USDP         | 43  | 19  | 18  | 0     | 2519   | 124 | 1  | 3.18 |      |
| 1998–99      | U.S. National Development Team | USHL         | 30  | 22  | 6   | 1     | 1733   | 67  | 3  | 2.32 | 90.7 |
| 1999–00      | Bostonská univerzita           | HE           | 30  | 18  | 5   | 5     | 1791   | 73  | 1  | 2.45 | 91.3 |
| 2000–01      | New York Islanders             | NHL          | 20  | 3   | 15  | 1     | 1083   | 63  | 0  | 3.49 | 87.8 |
| 2000–01      | Chicago Wolves                 | IHL          | 14  | 4   | 5   | 2     | 778    | 44  | 0  | 3.39 | 88.0 |
| 2001–02      | Bridgeport Sound Tigers        | AHL          | 59  | 30  | 22  | 7     | 3472   | 134 | 4  | 2.32 | 91.3 |
| 2002–03      | Bridgeport Sound Tigers        | AHL          | 34  | 16  | 10  | 8     | 2044   | 73  | 3  | 2.14 | 92.4 |
| 2002–03      | New York Islanders             | NHL          | 10  | 2   | 5   | 2     | 585    | 29  | 0  | 2.97 | 89.4 |
| 2003–04      | New York Islanders             | NHL          | 50  | 23  | 18  | 5     | 2844   | 112 | 5  | 2.36 | 91.1 |
| 2003–04      | Bridgeport Sound Tigers        | AHL          | 2   | 0   | 2   | 0     | 119    | 3   | 0  | 1.51 | 94.5 |
| 2005–06      | New York Islanders             | NHL          | 63  | 30  | 24  | 5     | 3572   | 180 | 1  | 3.02 | 90.0 |
| 2006–07      | New York Islanders             | NHL          | 62  | 32  | 19  | 9     | 3627   | 156 | 5  | 2.58 | 91.9 |
| 2007–08      | New York Islanders             | NHL          | 63  | 26  | 28  | 7     | 3707   | 174 | 3  | 2.82 | 90.2 |
| 2008–09      | New York Islanders             | NHL          | 5   | 1   | 3   | 0     | 256    | 15  | 0  | 3.52 | 89.2 |
| 2009–10      | New York Islanders             | NHL          | 8   | 2   | 5   | 0     | 462    | 20  | 1  | 2.60 | 90.1 |
| 2009–10      | Bridgeport Sound Tigers        | AHL          | 4   | 1   | 2   | 0     | 199    | 11  | 0  | 3.31 | 88.3 |
| 2010–11      | New York Islanders             | NHL          | 26  | 8   | 14  | 4     | 1533   | 88  | 1  | 3.44 | 88.6 |
| 2011–12      | New York Islanders             | NHL          | 8   | 3   | 2   | 3     | 354    | 22  | 0  | 3.73 | 87.5 |
| 2012–13      | SC Riessersee                  | 2.GBun       | 1   | 0   | 1   | 0     | 59     | 3   | 0  | 3.03 | 85.6 |
| 2012–13      | New York Islanders             | NHL          | 3   | 0   | 3   | 0     | 176    | 12  | 0  | 4.09 | 85.5 |
| 2012–13      | Bridgeport Sound Tigers        | AHL          | 18  | 9   | 9   | 0     | 1022   | 50  | 1  | 2.93 | 89.3 |
| 2013–14      | Charlotte Checkers             | AHL          | 5   | 0   | 4   | 0     | 220    | 19  | 0  | 5.18 | 84.6 |
| Celkem v NHL | Celkem v NHL                   | Celkem v NHL | 318 | 130 | 136 | 36    | 18,199 | 871 | 16 | 2.87 | 90.2 |

### Play-off
| Sezona       | Tým                            | Liga         | Z  | V  | P | MIN  | OG | ČK | POG  | %ChS |
| ------------ | ------------------------------ | ------------ | -- | -- | - | ---- | -- | -- | ---- | ---- |
| 1997–98      | U.S. National Development Team | USDP         | 3  | 2  | 1 | 179  | 7  | 1  | 2.35 |      |
| 2001–02      | Bridgeport Sound Tigers        | AHL          | 20 | 12 | 8 | 1270 | 45 | 3  | 2.13 | 90.6 |
| 2002–03      | Bridgeport Sound Tigers        | AHL          | 5  | 2  | 3 | 299  | 10 | 1  | 2.01 | 92.5 |
| 2002–03      | New York Islanders             | NHL          | 1  | 0  | 0 | 15   | 0  | 0  | 0.00 | 100  |
| 2003–04      | New York Islanders             | NHL          | 5  | 1  | 4 | 303  | 11 | 1  | 2.18 | 90.8 |
| 2006–07      | New York Islanders             | NHL          | 4  | 1  | 3 | 236  | 13 | 0  | 3.30 | 89.8 |
| Celkem v NHL | Celkem v NHL                   | Celkem v NHL | 10 | 2  | 7 | 554  | 24 | 1  | 2.60 | 90.4 |

### Reprezentace
| Rok                       | Tým                       | Soutěž                    | Z  | V | P | R | MIN | OG | ČK | POG  | %ChS |
| ------------------------- | ------------------------- | ------------------------- | -- | - | - | - | --- | -- | -- | ---- | ---- |
| 1999                      | USA 18                    | MS-18                     | 4  | — | — | — | —   | —  | —  | 3.25 | 86.9 |
| 2000                      | USA 20                    | MSJ                       | 5  | 2 | 2 | 1 | 299 | 9  | 1  | 1.81 | 93.5 |
| 2001                      | USA 20                    | MSJ                       | 6  | 5 | 1 | 0 | 360 | 8  | 1  | 1.33 | 92.7 |
| 2001                      | USA                       | MS                        | 3  | — | — | — | 179 | 8  | 0  | 2.68 | 91.9 |
| 2004                      | USA                       | SP                        | 1  | 1 | 0 | 0 | 60  | 1  | 0  | 1.00 | 94.1 |
| 2005                      | USA                       | MS                        | 4  | 2 | 2 | 0 | 250 | 7  | 1  | 1.68 | 94.2 |
| 2006                      | USA                       | OH                        | 4  | 1 | 3 | 0 | 237 | 9  | 0  | 2.28 | 89.3 |
| Seniorská kariéra celkově | Seniorská kariéra celkově | Seniorská kariéra celkově | 12 | — | — | — | 726 | 25 | 1  | 2.07 | 92.2 |